# Wondroos
Wondroos, belroos of erysipelas is een acute ontsteking van de diepe lagen van de huid (dermis) en het onderhuidse weefsel (subcutis). Het wordt gekenmerkt door een scherp begrensde vuurrode en gezwollen huid, pijn, hoge koorts met koude rillingen, vermoeidheid, duizeligheid, flauwte, hoofdpijn en soms braken. Voorkeursplaatsen zijn de onderbenen en het gelaat (rond het oor). In de volksmond wordt deze aandoening ook wel 'het vuur' genoemd.

## Oorzaak
De verwekker is meestal Streptococcus pyogenes. Deze bacterie kan gekweekt worden uit de huidbeschadiging en uit het vocht dat vrijkomt uit de blaasjes op de ontstoken plek. Hierbij kan gemakkelijk kruisbesmetting optreden, overdracht van de bacterie via een tussenpersoon naar een derde.
In de meeste gevallen ontstaat de ziekte vanuit een onbeduidend wondje, bijvoorbeeld een kloofje tussen de tenen bij zwemmerseczeem, een insectenbeet of een schimmelinfectie. Het wondje wordt dan door de bacterie benut als toegangsweg (porte d'entrée) naar het lichaam.
Mensen met een gestoorde veneuze afvoer of lymfoedeem hebben een vergrote kans op het krijgen van huiddefecten en dus op het krijgen van wondroos. Dit geldt ook voor mensen die al een keer wondroos hebben gehad.
Mogelijke complicaties bij wondroos zijn: onderhuidse abcessen, necrotiserende fasciitis, nierontsteking (nefritis) en sepsis ('bloedvergiftiging').

## Behandeling
Het is zaak zo snel mogelijk te starten met een gerichte antibiotische therapie. In bijzondere situaties is een ziekenhuisopname noodzakelijk waarbij penicilline wordt toegediend via een infuus. De opname duurt een aantal dagen.